# Zwarte dikkopschildpadden
Zwarte dikkopschildpadden (Siebenrockiella) zijn een geslacht van schildpadden uit de familie Geoemydidae. De groep werd voor het eerst wetenschappelijk beschreven door Wilhelm Adolf Lindholm in 1929.
Er zijn twee soorten die leven in Azië. Het zijn vrij kleine schildpadden die een schildlengte tot ongeveer 20 centimeter bereiken.

## Taxonomie
Geslacht Siebenrockiella
- Soort Zwarte dikkopschildpad (Siebenrockiella crassicollis)
- Soort Filipijnse aardschildpad (Siebenrockiella leytensis)